# رهاب العدد 13

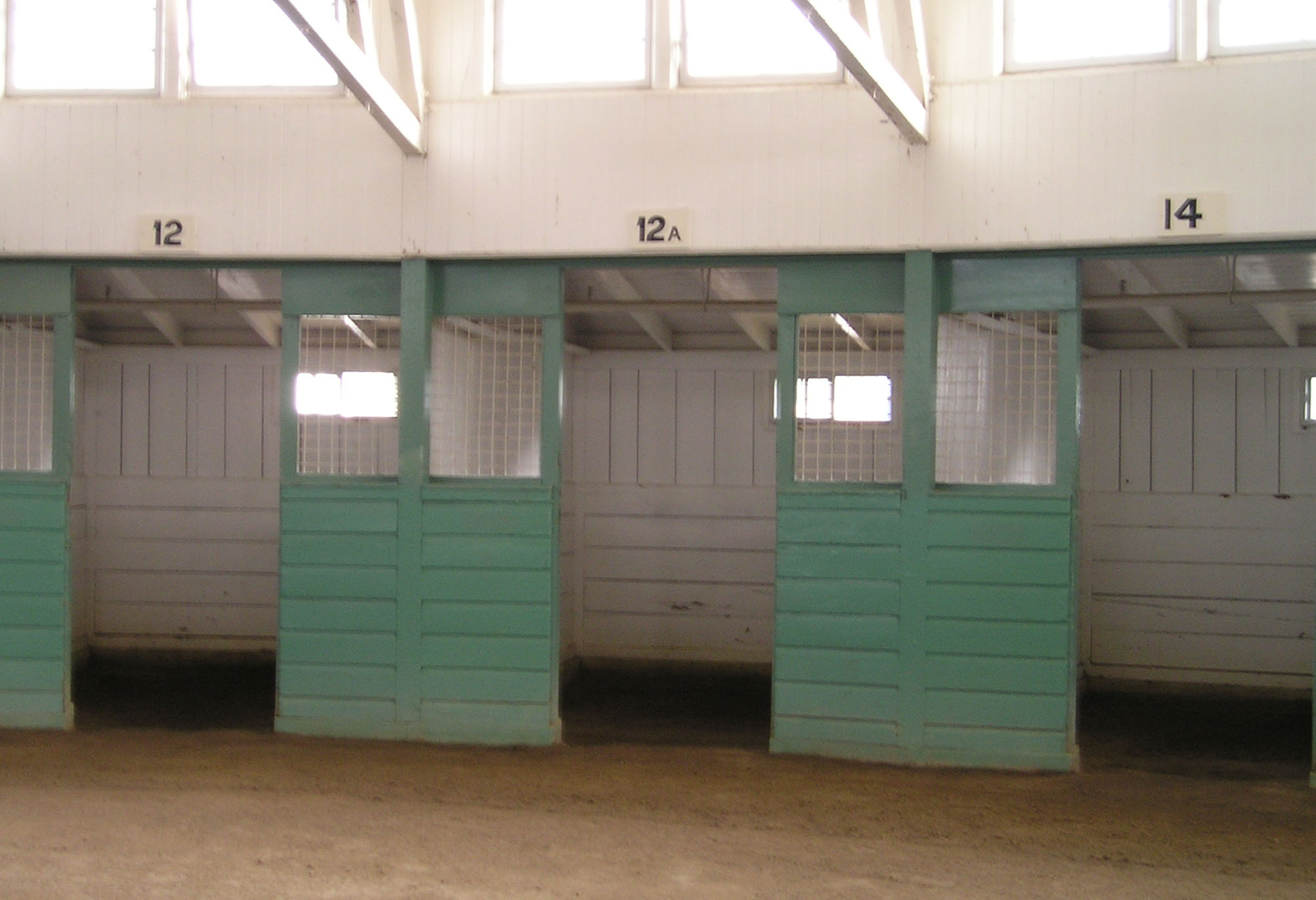
استبدال الرقم 13 بـ 12A.

رهاب العدد 13 (بالإنجليزية: Triskaidekaphobia، وأصلها من اليونانية: τρεισκαιδέκα) هو خوف غير عقلاني من العدد 13، وتعتبر خرافة انبثقت من الخوف من الجمعة الثالث عشر.
يعتبر البعض في العالم الغربي المتمدن الرقم 13 رقماً مشؤوماً، ولذا لا يرغب بعضهم أن يرتبط هذا الرقم بأي شيء يخصهم فهم يتجنبون أن يكون رقم منزلهم 13، أو رقم غرفتهم 13 في الفندق أو المكان الذي يسكنون فيه، ولا يرغبون في تناول الطعام على مائدة عليها ثلاثة عشر شخصاً.

## تاريخ

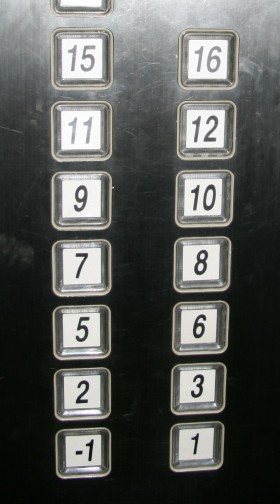
لوحة من مصعد في مبنى سكني في شنغهاي. الطوابق 4 و-13 و-14 مفقودة، بسبب رهاب 13 ولكن أيضا رهاب الرقم 4 في الصين للتشابه بين نطق كلمة "أربعة" و"الموت" في اللغة الصينية.

يرجع البعض مصدر التشاؤم من رقم 13 إلى السريان، فقد كانوا في بداية المسيحية يستعملون القوى العددية للارقام، وبما أن يوم الأحد هو يوم راحة وعطلة لا يجوز العمل فيه بل يكرس للعبادة، فكان السريان يعتقدون أن من يعمل يوم الأحد سيصيبه الشؤوم والحزن ولن يتوفق في عمله في يوم الأحد لان غضب الله سوف يحل عليه، والقوة العددية ليوم الأحد هي 13، حيث أن الألف رقم واحد والحاء رقم 8 والدال رقم 4، وبذلك يكون مجمع القوى العددية ليوم الأحد هو 13.
ففي روما القديمة كانت تجتمع الساحرات في مجموعات تضم 12، أمّا الرقم 13 فهو الشيطان. والإسكندنافيون القدماء كانوا يعقدون حبل المشنقة 13 عقدة. ويعتقد البعض أن حوّاء أعطت آدم التفاحة ليأكلها يوم جمعة ويفضلون الاعتقاد أنه كان جمعة 13 من الشهر. ويعتقد أيضا أن قابيل قتل هابيل في مثل هذا اليوم.
وفي القرن التاسع عشر، كانت شركة لويدز للتأمين البحري في لندن ترفض تأمين أي سفينة تبحر يوم جمعة 13. وحتى اليوم لا تحرّك البحرية الأميركية أي سفينة في هذا الموعد. وفي ألمانيا تم بناء جدار برلين، أو جدار العار، في الثالث عشر من آب 1961م.

## في الثقافة الشعبية
في أمريكا و الغرب يتشاءمون بشكل عام، من الرقم 13، إذا وقع في يوم جمعة. وفي الثلاثينيات، وعلى ذمة صحيفة “نيو يورك هيرالد” جاء أن المعدل اليومي للزواج في نيويورك وصل إلى 150 زيجة، فيما لا يكاد يتخطى أل 60 نهار الجمعة. والخوف من مصادفة تاريخ 13 يوم جمعة ليس اعتيادياً بل هو مرض اسمه ” باراسكافيدكاتريافوبيا ” ويعانيه في الولايات المتحدة وحدها 21 مليون شخص.
ويقوم علماء النفس بمعالجته، يقول الطبيب دونالد دوسي إن العوارض التي تصيب 21 مليون أميركي في مثل هذا اليوم تراوح بين التّوتّر الخفيف والاضطراب والإحساس القوي بالتشاؤم والذّعر. والبعض لا يترك سريره أو يغادر منزله، في حين يقوم آخرون بكل أنواع الطقوس لصد تأثيرات هذا اليوم، وكثيرا ما تظهر العوارض قبل أسبوعين من الموعد وتزداد سوءًا مع اقترابه وتختفي بمجرد انقضائه.
وفي العام 1970، انطلق “أبولو 13″ الساعة 13 و13 دقيقة، وفي ثلثي المسافة إلى القمر وقع انفجار في المركبة أجبر الرواد على قطع رحلتهم في 13 نيسان ، بينما في بعض ناطحات السحاب والفنادق في الولايات المتحدة لا تستخدم الرقم 13 في ترقيم طبقاتها وتقفز من 12 إلى 14 – أحيانا يستبدل الرقم 13 بالرقم 12A. وفي بعض المستشفيات لا وجود لغرفة تحمل الرقم 13، وكذلك بعض شركات الطيران فلا تدخل هذا الرقم على رحلاتها.
وقد انعكس هذا الخوف من الرقم 13 على السينما، إذ أخرج روب هيدن فيلما بعنوان الجمعة 13 من بطولة جانسن داغجت و سكوت ريفز، وكان الفيلم عبارة عن فيلم رعب يشد الأعصاب.